# 下許尼根
下許尼根（德語：Niederhünigen）是瑞士的城鎮，位於該國中西部，由伯恩州負責管轄，面積5.41平方公里，海拔高度685米，2011年人口633，八成人口信奉基督教，人口密度每平方公里117人。